# Норт-Канейдиан-Ривер
Норт-Канейдиан-Ривер (англ. North Canadian River) — река в Соединённых Штатах Америки, протекает через штат Оклахома в юго-восточном направлении. Приток реки Канейдиан-Ривер (бассейн Миссисипи). Длина — 710 км.

## Географические сведения
Норт-Канейдиан-Ривер берёт своё начало невдалеке от восточной части деревни Де-Мойн, в округе Юнион, штат Нью-Мексико. Там она известна как ручей Коррумпа (англ. Corrumpa Creek). Оттуда она протекает по всей длине Оклахомского выступа в восточном направлении под региональным именем Борбовой реки (англ. Beaver River). В районе Хардести перегорожена дамбой — Оптима-Дэм. Изначально спроектированная в 1930-х годах, плотина была призвана обеспечивать питьевой водой окрестные поселения, однако строительство началось только в 1960-х. У дамбы в реку впадает ручей Колдуотер. В дальнейшем русло реки уходит на юго-восток, в Техасский выступ, проходя через округ Шерман, на расстояние шести миль. После чего поворачивает назад, на северо-восток, на территорию Оклахомского выступа, чтобы устремиться далее на восток. Войдя в Северо-Западную Оклахому, река вновь разворачивает на юго-восток, приобретая имя Норт-Канейдиан-Ривер на месте соединения с ручьём Вулф (англ. Wolf Creek), на южной окраине города Форт-Сапплай. У города Кантон, в округе Блейн, она снова перекрыта дамбой и образует собой озеро Кантон. И, наконец, спустя 708 километров пути, река заходит в Оклахома-Сити, где впадает в Канейдиан-Ривер.

## Оклахома-Ривер
Семимильный участок, на котором река течёт через Оклахома-Сити, с 2004 года зовётся Оклахома-Ривер. Этот отрезок характеризуется несколькими шлюзами, создающими серию небольших озёр, которые используются для проведения соревнований по гребле на каяках и каноэ. Организаторами этих мероприятий как правило выступает яхт-клуб Оклахома-Сити, Чесапикский эллинг и Университет штата Оклахома. Обычно регата включает в себя заплывы на 2,5 мили, 500-метровые и 2000-метровые спринты. Это единственное место в Соединённых Штатах, где официально разрешены ночные состязания при свете фонарей.